# Stewart Stern
Stewart Henry Stern (né le 22 mars 1922 à New York et mort le 2 février 2015) est un scénariste américain, deux fois sélectionné aux Oscars du cinéma et primé aux Emmy Awards. Il est surtout connu pour avoir écrit le scénario du film culte La Fureur de vivre (1955), avec James Dean.

## Filmographie sélective
Scénariste
- 1951 : Teresa de Fred Zinnemann
- 1955 : La Fureur de vivre de Nicholas Ray
- 1956 : Le Supplice des aveux (The Rack) d'Arnold Laven
- 1959 : Caravane vers le soleil de Russell Rouse
- 1961 : Le Héros d'Iwo-Jima (The Outsider) de Delbert Mann
- 1963 : Le Vilain Américain de George Englund
- 1968 : Rachel, Rachel de Paul Newman
- 1971 : The Last Movie de Dennis Hopper
- 1973 : Summer Wishes, Winter Dreams de Gilbert Cates